# Википедија на језику свахили
Википедија на језику свахили или Википедија на свахилију је верзија Википедије на свахили језику, слободне енциклопедије, која данас има 98.893 14 000 чланака и заузима на листи Википедија 76. место.